# Kirgizistans Davis Cup-lag
 Kirgizistans Davis Cup-lag styrs av Kirgizistanska tennisförbundet och representerar Kirgizistan i tennisturneringen Davis Cup, tidigare International Lawn Tennis Challenge. Kirgizistan debuterade i sammanhanget 2002, och slutade sjua i Grupp III 2003.